# Zhang Sanfeng
Zhang Sanfeng was een semi-mythische Chinese taoïstische priester die door taoïsten beschouwd wordt als een onsterfelijke. Voor hij een priester werd, had hij volgens sommigen de naam Zhang Junbao 張君寶.
Zhang hechtte niet aan roem en rijkdom. Nadat hij weigerde om de familiebezittingen te beschermen, trok hij rond door China en leidde een ascetisch leven. Zhang spendeerde enkele jaren op de Hua Shan voordat hij ging wonen in de Wudangbergen.